# Приморська сільська рада (Новоазовський район)
Приморська сільська рада — колишній орган місцевого самоврядування у Новоазовському районі Донецької області з адміністративним центром у с. Приморське.

## Населені пункти
Сільській раді підпорядковані населені пункти:
- с. Приморське
- с. Набережне
- с. Первомайське
- с. Соснівське
- с. Українське

## Склад ради
Рада складається з 16 депутатів та голови.

## Керівний склад сільської ради
| ПІБ                          | Основні відомості                                                         | Дата обрання | Дата звільнення |
| ---------------------------- | ------------------------------------------------------------------------- | ------------ | --------------- |
| Ванярха Валерій Михайлович   | Сільський голова, 1947 року народження, освіта, безпартійний              | 26.03.2006   | 31.10.2010      |
| Марченко Світлана Вікторівна | Сільський голова, 1966 року народження, освіта вища, член Партії регіонів | 31.10.2010   |                 |

Примітка: таблиця складена за даними джерела